# 蘇克派河
蘇克派河（俄语：Река Сукпай，乌德盖语：Sukpai Uli）是俄羅斯的河流，由哈巴羅夫斯克邊疆區拉佐区負責管轄，河道全長147公里，流域面積4,760平方公里，發源自錫霍特山脈西麓，向西北流淌，在同名村庄最終注入霍尔河。

## 引用
1. ↑  Шнейдер Е. Р. . . М.—Л.: Государственное учебно-педагогическое издательство. 1936 （俄语）.
2. ↑  А·П·穆拉诺夫. . 列宁格勒: 气象出版社. 1966 （俄语）.
3. ↑  . 列宁格勒: 气象出版社 （俄语）.
4. ↑  Т·А·基谢尔科瓦娅. . 列宁格勒: 气象出版社. 1977 （俄语）.
5. ↑  . Verumwiki.   [2024-08-16]. （原始内容存档于2021-10-20） （俄语）.